# Defesa contra mísseis

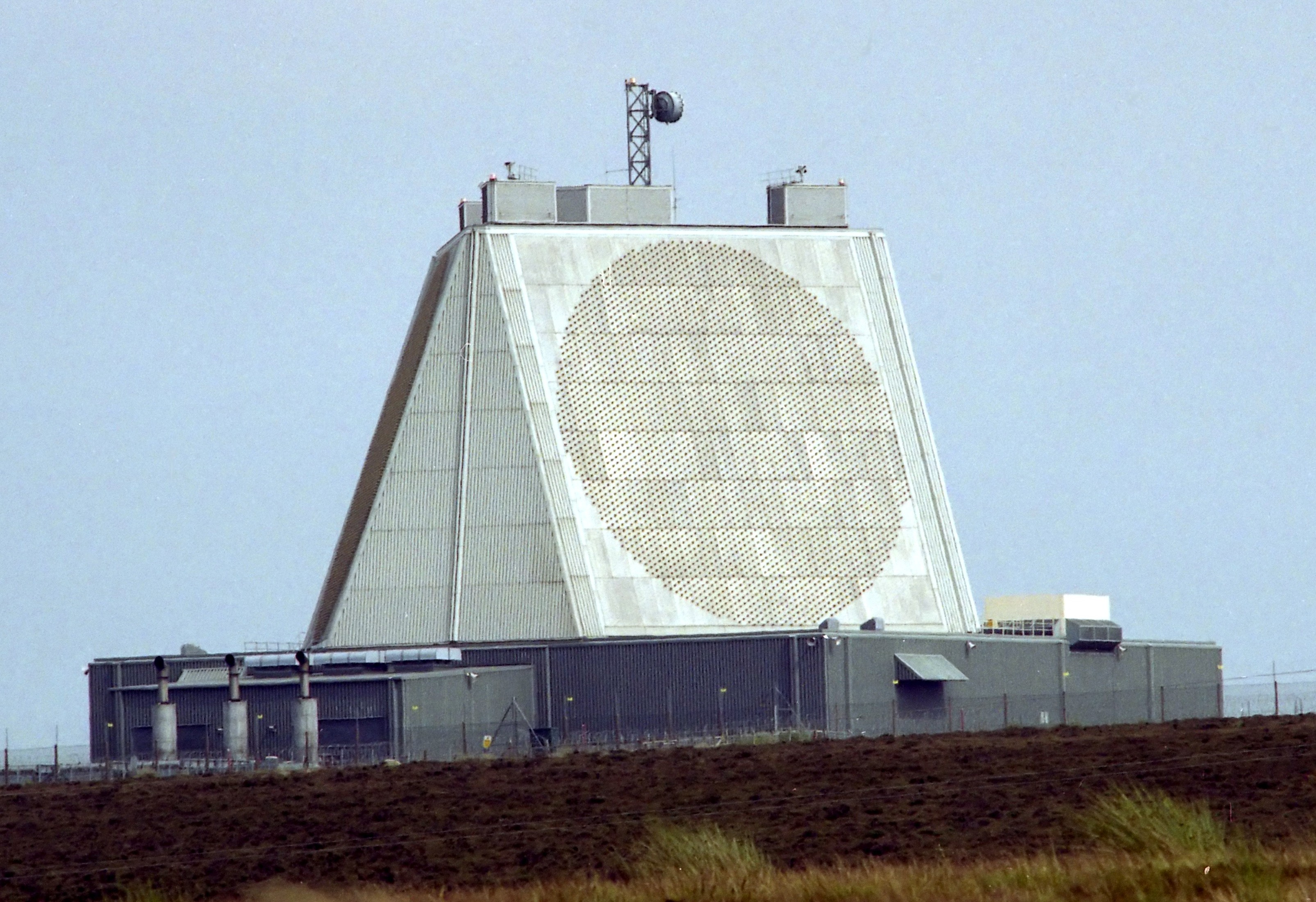
Um sistema de defesa de radar militar britânico.

Defesa contra mísseis é um sistema, armamento ou tecnologia envolvido na detecção, rastreamento, interceptação e destruição de mísseis. Originalmente concebido como um sistema de defesa contra tipos de mísseis balísticos intercontinentais (ICBMs) armados com ogivas nucleares, sua aplicação foi ampliada para atingir também mísseis táticos e de teatro de operações.